# Angelika Gulba
Angelika Gulba (* 26. Mai 1992 als Angelika Widowski) ist eine deutsche Fußballspielerin.

## Karriere
Angelika Gulba begann ihre Karriere im Alter von acht Jahren beim Delbrücker SC. Beim Verein aus Delbrück spielte sie bis 2007, bevor die damals 16-Jährige zum FC Gütersloh 2000 wechselte. Dort zunächst für die B-Jugend eingeplant, spielte Gulba ab der Spielzeit 2008/09 für den FCG und später für den als FSV Gütersloh 2009 antretenden Verein in der 2. Bundesliga. Mit dem ostwestfälischen Zweitligisten stieg sie am Saisonende 2011/12 in die Bundesliga auf. In der Saison 2015/16 spielte Gulba in der Bezirksliga beim Hövelhofer SV im Kreis Paderborn.

## Leben
Seit Juli 2015 ist sie mit Kevin Gulba verheiratet.